# Кінг-Салмон (Аляска)
Кінг-Салмон (англ. King Salmon) — переписна місцевість (CDP) в США, в окрузі Бристол-Бей штату Аляска. Населення — 307 осіб (2020).
Є адміністративним центром боро Лейк-енд-Пенінсула, проте до його складу не входить.

## Географія
Кінг-Салмон розташований за координатами 58°44′11″ пн. ш. 156°31′32″ зх. д. / 58.73639° пн. ш. 156.52556° зх. д. (58.736337, -156.525586).  За даними Бюро перепису населення США в 2010 році переписна місцевість мала площу 439,49 км², з яких 435,45 км² — суходіл та 4,04 км² — водойми.

### Клімат
| Клімат : Кінг-Салмон    | Клімат : Кінг-Салмон | Клімат : Кінг-Салмон | Клімат : Кінг-Салмон | Клімат : Кінг-Салмон | Клімат : Кінг-Салмон | Клімат : Кінг-Салмон | Клімат : Кінг-Салмон | Клімат : Кінг-Салмон | Клімат : Кінг-Салмон | Клімат : Кінг-Салмон | Клімат : Кінг-Салмон | Клімат : Кінг-Салмон | Клімат : Кінг-Салмон |
| Показник                | Січ.                 | Лют.                 | Бер.                 | Квіт.                | Трав.                | Черв.                | Лип.                 | Серп.                | Вер.                 | Жовт.                | Лист.                | Груд.                | Рік                  |
| Абсолютний максимум, °C | 11,7                 | 13,9                 | 15,0                 | 20,6                 | 29,4                 | 31,1                 | 31,7                 | 28,9                 | 23,9                 | 19,4                 | 13,3                 | 12,2                 | 31,7                 |
| Середній максимум, °C   | −4,7                 | −2,9                 | 0,4                  | 5,8                  | 12,1                 | 16,1                 | 17,7                 | 17,0                 | 13,1                 | 5,2                  | −0,8                 | −3,1                 | 6,3                  |
| Середній мінімум, °C    | −12,9                | −11,7                | −9,1                 | −3,9                 | 1,4                  | 5,5                  | 8,5                  | 8,1                  | 4,3                  | −3,5                 | −9,3                 | −11,8                | −2,8                 |
| Абсолютний мінімум, °C  | −44,4                | −41,7                | −41,1                | −28,3                | −15,6                | −2,8                 | −0,6                 | −3,9                 | −9,4                 | −24,4                | −33,3                | −38,9                | −44,4                |
| Норма опадів, мм        | 26                   | 19                   | 18                   | 25                   | 32                   | 42                   | 58                   | 75                   | 81                   | 53                   | 35                   | 31                   | 495                  |
| Днів з опадами          | 10,9                 | 9,3                  | 9,1                  | 11,2                 | 12,3                 | 14,0                 | 15,8                 | 16,7                 | 18,0                 | 13,8                 | 12,6                 | 12,3                 | 156,0                |
| Днів зі снігом          | 8,6                  | 7,4                  | 7,8                  | 5,6                  | 1,0                  | 0                    | 0                    | 0                    | 0,2                  | 2,8                  | 7,8                  | 8,8                  | 50,0                 |
| ----------------------- | -------------------- | -------------------- | -------------------- | -------------------- | -------------------- | -------------------- | -------------------- | -------------------- | -------------------- | -------------------- | -------------------- | -------------------- | -------------------- |
| Джерело: NOAA           |                      |                      |                      |                      |                      |                      |                      |                      |                      |                      |                      |                      |                      |

## Демографія
Згідно з переписом 2010 року, у переписній місцевості мешкали 374 особи в 157 домогосподарствах у складі 91 родини. Густота населення становила 1 особа/км².  Було 336 помешкань (1/км²).
Расовий склад населення:
| - 61,2 % — білих - 27,8 % — корінних американців - 1,3 % — азіатів - 0,3 % — вихідців з тихоокеанських островів |

До двох чи більше рас належало 8,8 %. Частка іспаномовних становила 2,7 % від усіх жителів.
За віковим діапазоном населення розподілялося таким чином: 22,5 % — особи молодші 18 років, 70,3 % — особи у віці 18—64 років, 7,2 % — особи у віці 65 років та старші. Медіана віку мешканця становила 39,1 року. На 100 осіб жіночої статі у переписній місцевості припадало 128,0 чоловіків;  на 100 жінок у віці від 18 років та старших — 132,0 чоловіків також старших 18 років.
Середній дохід на одне домашнє господарство  становив 88 624 долари США (медіана — 81 563), а середній дохід на одну сім'ю — 92 382 долари (медіана — 86 875). За межею бідності перебувало 11,9 % осіб, у тому числі 12,6 % дітей у віці до 18 років та 0,0 % осіб у віці 65 років та старших.
Цивільне працевлаштоване населення становило 196 осіб. Основні галузі зайнятості: транспорт — 23,0 %, публічна адміністрація — 17,3 %, освіта, охорона здоров'я та соціальна допомога — 12,8 %, мистецтво, розваги та відпочинок — 11,2 %.